# Circunferencia osculatriz

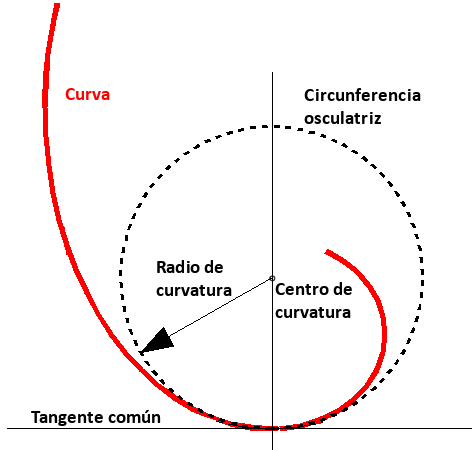
Circunferencia osculatriz.

En geometría diferencial de curvas, la circunferencia osculatriz (del latín osculari 'besar') o círculo osculador a una curva en un punto dado es una circunferencia cuyo centro se encuentra sobre la recta normal a la curva y tiene la misma curvatura que la curva dada en ese punto. El centro y el radio de la circunferencia osculatriz en un punto de la curva son llamados centro de curvatura y radio de curvatura de la curva en ese punto. El plano en el que está contenida la circunferecia osculatriz se denomina plano osculador.
La circunferencia osculatriz tiene con la otra curva un contacto de segundo orden en el punto considerado, o sea, las primeras y las segundas derivadas de ambas curvas son iguales.
Esta circunferencia, que es tangente en el punto dado a la curva fue llamada "circulum osculans" ("círculo que besa") por Leibniz.

## Obtención
Una construcción geométrica de la circunferencia osculatriz fue descrita por Isaac Newton en su Principia:

There being given, in any places, the velocity with which a body describes a given figure, by means of forces directed to some common centre: to find that centre.
Isaac Newton, Principia; Proposition V. Problem I.

Dados tres puntos de una curva suave (no necesariamente plana), existe un único plano y una sola circunferencia contenida en este plano que contiene a los tres puntos. Si los puntos se toman suficientemente próximos entre sí, la circunferencia definida por la construcción anterior constituye una aproximación a la circunferencia osculatriz en el punto intermedio de los tres dados. Si se imagina un proceso de paso límite de tal manera que los tres puntos acaben coincidiendo, la circunferencia límite obtenida es precisamente la circunferencia osculatriz. Este proceso de límite es análogo al seguido para obtener la recta tangente a una curva haciendo coincidir dos puntos arbitrariamente cercanos.

## Descripción matemática
Si tenemos γ(s) siendo una curva parámetrica regular, donde s es la Longitud de arco, o un parámetro natural. Este determina el vector unitario T, el vector unitario normal N y la curvatura k(s) y el radio de curvatura para cada punto: 
{\displaystyle T(s)=\gamma '(s),\quad T'(s)=k(s)N(s),\quad R(s)={\frac {1}{\left|k(s)\right|}}.}
Suponemos que P es un punto en C donde k ≠ 0, o lo que es lo mismo donde haya cierta curvatura. Se demuestra que el centro de curvatura correspondiente es el punto Q a una distancia R sobre el vector normal N, en la misma dirección si k es positiva y en la dirección contraria si k es negativa. El círculo con centro en Q y con radio R es llamado el círculo osculatriz o circunferencia osculatriz de la curva C en el punto P. 
Si C es una curva espacial regular entonces la circunferencia osculatriz es definida de una forma similar, usando el principio del vector normal N. Este círculo descansaría sobre el plano osculador, el plano que generan los vectores T y N en el punto P. Aunque en las 3 dimensiones es más común hablar de la esfera osculatriz.
La curva plana puede ser dada por la siguiente parametrización regular:
{\displaystyle \gamma (t)\,=\,{\begin{pmatrix}x_{1}(t)\\x_{2}(t)\end{pmatrix}}\,}
donde regular significa que {\displaystyle \gamma '(t)\neq 0} para todo {\displaystyle t}. Entonces las fórmulas para la curva descrita tendría una curvatura k(t), un vector normal unitario N(t), radio de curvatura R(t), y centro de la circunferencia osculatriz Q(t) de la forma
{\displaystyle k(t)={\frac {x_{1}'(t)\cdot x_{2}''(t)-x_{1}''(t)\cdot x_{2}'(t)}{{\Big (}x_{1}'(t)^{2}+x_{2}'(t)^{2}{\Big )}^{\frac {3}{2}}}}\qquad \qquad \qquad \qquad \qquad N(t)\,=\,{\frac {1}{||\gamma '(t)||}}\cdot {\begin{pmatrix}-x_{2}'(t)\\x_{1}'(t)\end{pmatrix}}},
{\displaystyle R(t)=\left|{\frac {{\Big (}x_{1}'(t)^{2}+x_{2}'(t)^{2}{\Big )}^{\frac {3}{2}}}{x_{1}'(t)\cdot x_{2}''(t)-x_{1}''(t)\cdot x_{2}'(t)}}\right|\qquad \qquad \mathrm {,} \qquad \qquad Q(t)\,=\,\gamma (t)\,+\,{\frac {1}{k(t)\cdot ||\gamma '(t)||}}\cdot {\begin{pmatrix}-x_{2}'(t)\\x_{1}'(t)\end{pmatrix}}\,.}